# Leopoldo V (duque de Austria)
Leopoldo V (1157 – 31 de diciembre de 1194), el Virtuoso, duque de Austria de la familia Babenberg entre 1177 y 1194 y duque de Estiria de 1192 a 1194, participó en las cruzadas hasta la tercera cruzada donde fue derrotado.

## Biografía
Leopoldo era el hijo de Enrique II, duque de Austria, conocido como Enrique II Jasomirgott y de la emperatriz bizantina Teodora Comnena. En 1172 se casó con Helena, hija del rey Géza II de Hungría, y tuvieron dos hijos: Federico I y Leopoldo VI. La hermana mayor de Leopoldo, Inés de Babenberg, se había casado en 1166 con otro hijo del monarca húngaro, el posterior rey Esteban III de Hungría. De esta manera este doble matrimonio pretendía acercar las dos dinastías que reinaban en territorios fronterizos. Sin embargo, a la muerte del rey húngaro, Inés volvió al ducado de Austria.
El 17 de agosto de 1186, se negoció el Pacto de Georgenberg, por el cual Estiria y la parte central de la Alta Austria fueron amalgamadas en el ducado de Austria después de 1192. Este fue el primer paso hacia la creación de la Austria moderna.

## La tercera Cruzada
Se le recuerda principalmente fuera de Austria por su participación en la Tercera Cruzada. Llegó para tomar parte en el sitio de Acre en la primavera de 1191, habiendo navegado desde Zadar en la costa del Mar Adriático. Se puso al mando de lo que quedaba de las fuerzas imperiales luego de la muerte de Federico VI de Suabia en enero de ese año.
Después de la rendición de Acre, las banderas del Reino de Jerusalén, Ricardo I de Inglaterra, Felipe II de Francia y Leopoldo se izaron en la ciudad, lo que hizo el primo de Leopoldo, Conrado de Montferrato. Pero Ricardo quitó la bandera de Leopoldo. Ricardo también estuvo bajo sospecha de haber estado involucrado en el asesinato de Conrado poco después de ser elegido rey de Cisjordania en abril de 1192. En el viaje de retorno, Ricardo iba disfrazado y debió parar en Viena, donde fue reconocido (supuestamente por su anillo) y fue arrestado en el distrito de Erdberg (moderno Landstraße). Por algún tiempo estuvo prisionero en Dürnstein, luego fue llevado ante el emperador Enrique VI del Sacro Imperio Romano Germánico y fue acusado de la muerte de Conrado. El gran rescate que se pagó, que se supone alrededor de 23 toneladas de plata, sirvió para la fundación de la casa de moneda en Viena y se utilizó para construir murallas nuevas para la ciudad, así como para edificar las ciudades de Wiener Neustadt y Friedberg en Estiria. No obstante, el duque fue excomulgado por el papa Celestino III por haber hecho prisionero a un compañero de cruzada.
En 1194 Leopoldo sufrió un accidente. Un caballo le aplastó un pie al caer sobre él durante un torneo en Graz. Finalmente murió de gangrena, aún bajo pena de excomunión, siendo enterrado en la abadía de Heiligenkreuz.